# نهر الحفار
نهر الحفار هو أحد انهار العراق، الذي يبلغ طوله 16 كم وعرضه 50 متر وعمقه 3 متر، يصل هذا النهر أعالي فيض دجلة في العراق بفيض كارون في الأهواز، وكانت تسير فيه السفن الآتية من البصرة إلى الأهواز، وكانت السفن قبل أن يشق النهر العضدي تذهب في نهر كارون إلى الخليج العربي ثم تعود فتدخل من البحر إلى فيض دجلة. فيصب النهر في شط العرب عند قناة الحفار جنوب البصرة بحوالي 35 كم بتصريف لا يتجاوز (50) م³/ث في الوقت الحاضر بعد ما كان تصريفه 765 م³/ث في ثمانينات القرن الماضي قبل قطع إيران مجرى نهر الكارون عن العراق مما ضر بمنسوب تصريف النهر.